# نيكيتا سموكينا
نيكيتا بارفين سموكينا والمعروف أيضًا باسم ميهاي فلورين (14 مارس عام 1894 - 14 ديسمبر عام 1980) هو ناشط وباحث وسياسي روماني الإثنية ينحدر من المنطقة المعروفة الآن باسم ترانسنيستريا. اشتهر سموكينا بتمثيله المصالح الرومانية في الاتحاد السوفيتي بصورةٍ خاصة. باشر مسيرته في الإمبراطورية الروسية وخدم على الجبهة خلال الحرب العالمية الأولى حاصلًا على امتيازٍ عسكري. أولى اهتمامه بالقومية الرومانية حين كان يخدم كضابط في الجزء الروسي من جنوب القوقاز في عام 1917. اجتمع سموكينا بالزعيم البلشفي فلاديمير لينين وسمع آرائه التي كانت متعاطفة مع حركة التحرير الرومانية آنذاك. لعب سموكينا دورًا فاعلًا في الجمهورية الأوكرانية الشعبية وقاد التجمع العام الذي شكله الرومانيون في مدينة تيراسبول. كذلك شغل مقعدًا في المجلس المركزي حتى ذاع صيته كمناصر لمصالح ترانسنيستريا الرومانية.
استطاع سموكينا الذي كان مناهضًا للشيوعية النجاة بأعجوبة من قبضة البلاشفة. ذهب مع أفراد عائلته الذين ظلوا على قيد الحياة إلى رومانيا الكبرى والتي أصبحت بمثابة موطنهم الثاني في أواخر عام 1919. نال مؤهلاته الأكاديمية بعدما أصبح تحت رعاية المؤرخ نيكولاي إيورغا، واشتهر دوليًا كخبير في مجال حقوق الأقليات. ساهم في وضع أبحاث في مجالات التاريخ والإثنوغرافيا ودراسات الفولكلور بالإضافة إلى الفقه القانوني بدءًا من عشرينيات القرن العشرين. وأصبح معروفًا كأحد الخبراء المختصين بترانسنيستريا. كانت ترانسنيستريا قد أعلنت عن قيام جمهورية مولدوفا الاشتراكية السوفيتية ذاتية الحكم تحت الحكم الأوكراني السوفيتي. تناولت كتبه سياسة الترويس في المنطقة وإدخال اللادينية عليها. اعتبر الممثلون الرسميون للاتحاد السوفيتي أن هذه الكتب مثلت خطرًا. كذلك امتد نشاط سموكينا خلال فترة ما بين الحربين ليشمل الانخراط في الجهود الإنسانية ومن بينها الترحيب باللاجئين الذين قدموا إلى رومانيا هاربين من المجاعة الأوكرانية الكبرى. تضمن عمله العلمي استعادة الأعمال الفلكلورية العائدة للحقبة ما قبل البلشفية أو الأعمال الرومانية المناهضة لروسيا في ترانسنيستريا وخارجها.
دعم سموكينا نظام يون أنتونيسكو السلطوي خلال معظم فترة الحرب العالمية الثانية وخدم تحت أمرة حاكم ترانسنيستريا غيورغي أليكسيانو، ولكنه انتقد في ما بعد حملة القمع المعادية للسامية المتجسدة في مذبحة أوديسا. اشتهر بدخوله في صراع مع أليكسيانو وستيفان بولات بحلول عام 1942، ولكنه حظي بدعم متجدد من حكومة أنتونيسكو. ارتحل سموكينا عن المنطقة مع 10 آلاف لاجئ روماني آخر خلال خلال الهجوم السوفيتي المضاد في عام 1944. أصبح مطلوبًا للعدالة بعيد وصول النظام الشيوعي إلى سدة الحكم في رومانيا نظرًا لأنشطته كمتخصص في علم الفولكلور، وذلك فضلًا عن درايته بالوحشية التي مارسها السوفييت. عاش متخفيًا تحت عدة أسماء مستعارة حتى منتصف خمسينيات القرن العشرين. ألقي القبض عليه في نهاية المطاف وزج بالسجن وسحبت منه مراتب الشرف الأكاديمية. عاد إلى النشاط بصورة جزئية خلال حقبة الشيوعية الوطنية في أواخر ستينيات القرن العشرين. عمل خلال العقود الأخيرة من حياته على تشجيع الجيل الثاني من السلطات الشيوعية على اتخاذ موقف أكثر حزمًا تجاه السياسات السوفيتية المثيرة للجدل على غرار المولدوفية.

## السيرة الشخصية

### الأصول والنشأة
ولد نيكيتا سموكينا في منطقة تقع على تخوم مولدافيا وبيسارابيا، وهي الأراضي التاريخية المشكلة للمنطقة الواقعة ما بين نهري الدنيستر وبوك الجنوبي (والمعروفة باسم ترانسنيستريا في أوسع تعريف)، والتي كانت تشكل حينذاك جزءًا من محافظة خيرسون الواقعة ضمن الإمبراطورية الروسية. كانت الضفة الشرقية الفياضة لنهر الدنيستر موطنًا لمجتمعٍ روماني مزدهر أو «كاليفورنيا رومانية» حقيقية على حد تعبير سموكينا. تقفت أبحاثه اللاحقة تاريخ الوجود الروماني في المنطقة إلى فترة العصور المظلمة. أفضت السياسة الحدودية لدولة هتمانات القوزاق إلى إحياء هذا الوجود وتحديدًا خلال خمسينيات القرن السابع عشر. انقسمت هجرة الفلاحين المولدافيين وتوطنهم في الأراضي التي أصبحت موطنهم إلى مرحلتين رئيسيتين بحسب ما ذكره سموكينا. جرت مرحلة الهجرة الأولى خلال عهد الأمير المولدافي جورج دوكاس (أواخر القرن السابع عشر)، ووقعت المرحلة الثانية خلال عهد الإمبراطورة الروسية كاترين العظيمة. تحدث سموكينا بالتفصيل عن المستعمرات الرومانية في «روسيا الجديدة» خلال القرن الثامن عشر والتي امتدت وصولًا إلى مدينة أوليكساندريا شرقًا.
انحدر آل سموكينا أنفسهم من طبقة الفلاحين الرومانية (الروزيش) الذين جاءوا بالأصل من مولدافيا، وكانوا يتحدثون لهجة قديمة مشتقة من اللغة الرومانية. أشار المؤرخ الأدبي هوسار الذي اجتمع بسموكينا خلال أربعينيات القرن العشرين إلى استعمال الأخير اللهجة الشرقية التي ذكّرته بـ«العصور الغابرة» معتبرًا إياها «واحدة عن عجائب اللغة الرومانية». كانت قرية ماهالا (وهي مسقط رأس سموكينا) تقع على الضفة الشرقية للدنيستر خارج الأراضي البيسارابية. شغل والده بارفين منصب عمدة القرية لمدة ناهزت العشرين عامًا. كانت والدته آنا ميرتشا تستعمل مصطلح «روماني» للإشارة إلى الأشخاص الذكور. هذا وقد أنجب الاثنان أربعة أطفال آخرين عدا نيكيتا.
تعلم سموكينا الذي أطلِق عليه لقب «فلايكو» اللغة الروسية في المدرسة الأرثوذكسية بقرية ماهالا، وكان من بين زملائه هناك الناشطين المستقبليين آرهيب تشورا وميرتشا كارب. استكمل بعدها تعليمه الثانوي في مدينة دوباساري حاصلًا على ميدالية ذهبية لتفوقه الأكاديمي. التحق سموكينا بعد ذلك بمدرسة للتدريب العسكري في مينسك، وتناقلت الأخبار عمله كمساعد إداري في محكمة دوباساري. انصب اهتمامه على دراسة فقه اللغة وأصبح بمرور الوقت من بين حفنة قليلة من الخبراء الرومانيين المتضلعين في مجال دراسة اللغة السلافونية الكنسية القديمة. كان سموكينا يخدم في الجيش الإمبراطوري الروسي حين اندلعت الحرب العالمية الأولى ليشارك في الأعمال القتالية خلال حملة القوقاز. نال وسام القديس جرجس تكريمًا لخدمته العسكرية وبذلك أضحى عضوًا في طبقة النبلاء الروسية. تزوج من امرأة تدعى أغافيا والتي أنجبت ابنهما البكر أليكسندرو نيكيتا في ماهالا بتاريخ 28 يونيو عام 1915.
تنامى عداء سموكينا للطغيان القيصري على الرغم من حصوله على العديد من التكريمات الروسية، وتشكل في داخله «ضغينة لم تعرف حدودًا» للجنود الروس الذين أساءوا معاملة رفاقهم المولدافيين. وجد سموكينا نفسه على الخطوط الأمامية في محافظة تفليس حين اندلعت ثورة فبراير. عينه كونغرس الشعوب غير الروسية التابع للجنة الخاصة العابرة للقوقاز بتبليسي (مايو عام 1917) مندوبًا عسكريًا، وهناك طالب بتعليم اللغة الرومانية للشتات المولدافي. بعثه الكونغرس إلى مدينة بيتروغراد لإجراء مفاوضات مع مجلس نواب بيتروغراد السوفيتي للعمال والجنود (صيف عام 1917). وطبقًا لما استذكره في وقتٍ لاحق فقد صادف أن وقعت مسامعه على خطابٍ ألقاه زعيم الفصيل البلشفي الثوري المتطرف فلاديمير لينين الذي كان يعمل على الإطاحة بالحكومة الروسية المؤقتة. أثار الوعد الذي قطعه لينين بشأن منح حق تقرير المصير لجميع الأقليات في روسيا اهتمام سموكينا قائلًا: «لقد أوليت هذه المسألة أعلى درجات الأهمية بحكم كوني مولدافيًا». كان سموكينا مهتمًا بمعرفة مدى التزام لينين بهذا الشأن واستطاع تدبير لقاء معه (كان هذا ممكنًا فقط لأن أحد حراس لينين الشخصيين كان ينحدر بالأصل من ماهالا).
أجاب لينين حين سئل عن رؤيته حيال المسألة المولدافية بحسب ما جاء سموكينا على ذكره بخصوص مجريات اللقاء بقوله: «أنتم أيها المولدافيون لستم آبهين بالقتال إلى جانب روسيا التي استعبدت قومكم منذ قرون. يعد المولدافيون أكثر تقدمًا من الروس بأشواط على الصعيد الثقافي». كان الشيء الذي تحتم على المولدافيين القيام به بنظر لينين هو حمل السلاح والقتال ضد مضطهديهم ألا وهما روسيا ورومانيا. وفقًا لما ذكره سموكينا، اتفق لينين بصريح العبارة معه على أن المولدافيين والبيسارابيين والرومانيين شكلوا جوهريًا قوميةً واحدةً: «استلهموا من الرومانيين وهم أشقائكم بالدم، ولكن احذروا الوقوع في براثن المستغلين الرومانيين المحسوبين على طبقة البويار... جميع المولدافيون هم رومانيون».